# Bataille de Kos
Seconde Guerre mondiale
Batailles
1940
- Vado
- Siège de Malte
- Club Run
- Convoi Espero
- Mers el-Kébir
- Punta Stilo
- Cap Spada
- Hurry
- Cap Passero
- MB.8
- Tarente
- Détroit d'Otrante
- White
- Cap Teulada

1941
- Excess
- Convoi AN 14
- Grog
- Abstention
- Baie de La Sude
- Cap Matapan
- Îles Kerkennah
- Crète
- Galite
- Substance
- Halberd
- Convoi Duisburg
- Cap Bon
- Syrte (1941)
- Rade d'Alexandrie

1942
- Syrte (1942)
- Calendar
- Bowery
- Albumen
- Harpoon
- Vigorous
- Pedestal
- Agreement
- Torch
- Stoneage
- Sabordage de la flotte française à Toulon
- Portcullis
- Banc de Skerki
- Olterra (navire auxiliaire)
- Raid sur Alger

1943
- Zouara
- Convoi de Cigno
- Convoi de Campobasso
- Corkscrew
- Husky
- Gela
- Scylla
- Pietracorbara
- Dodécanèse
  - Rhodes
  - Leros
  - Kos
- Convoi KMF-25A

1944
- Ist
- Raid sur Santorin
- Raid sur Symi
- Port-Cros
- La Ciotat
- Île de Pag

1945
Mer Ligure
- Convois alliés
  - convois de Malte
- Campagne des U-boote
- Campagne adriatique

La bataille de Kos (Μάχη της Κω) est livrée lors de la campagne du Dodécanèse durant la Seconde Guerre mondiale. Elle a pour résultat l'occupation allemande de l'île de Kos en octobre 1943.

## Contexte
À la suite de la capitulation de l'Italie en septembre 1943, les forces allemandes dans les Balkans tentent de désarmer les unités italiennes. Dans le même temps, les Alliés, sous l'impulsion du Premier ministre britannique Winston Churchill, cherchent à occuper l'archipel du Dodécanèse. Les îles du Dodécanèse, sous contrôle italien depuis 1912, sont stratégiquement situées dans le sud-est de la mer Égée, Churchill espérant les utiliser comme base contre les positions allemandes dans les Balkans, et comme un moyen de pression afin de pousser la Turquie neutre à rejoindre la guerre du côté des Alliés. 
Kos s'avère être l'objectif principal des Britanniques du fait de la présence d'un aérodrome sur l'île, qui pourrait être ainsi utilisé par les avions de la Royal Air Force.

## La bataille

### Les débarquements britanniques
Le 14 septembre, des parachutistes britanniques sont largués au-dessus de l'île et sont accueillis par la garnison italienne. Pendant ce temps, une patrouille de Spitfire fournit une couverture aux avions de transport et aux navires. 
Les forces britanniques de Kos sont ainsi au total composées de 1 500 hommes, dont 680 de la compagnie de parachutistes, le reste étant des hommes de la RAF, auxquelles s'ajoutent 3 500 Italiens.

### Le bombardement aérien allemand
Le X Fliegerkorps de la Luftwaffe, comprenant des Messerschmitt Bf 109 et des Junkers Ju 88, commence à larguer des bombes sur l'île le 18 septembre. En même temps, des renforts d'avions arrivent, offrant aux Allemands 362 appareils opérationnels dans la zone le 1er octobre. La défense anti-aérienne italienne, négligeable, ne parvient pas à abattre les avions ennemis.

### Les débarquements allemands (OpérationOurs Polaire)
Le 3 octobre, à 4h00 du matin, les Allemands débarquent dans le cadre de l’opération Ours Polaire (Unternehmen Eisbär), et atteignent les faubourgs de la capitale de l'île dans la journée. 
Deux jours plus tôt, le 1er octobre, la RAF avait pourtant observé une concentration de navires dans les ports de Crète (10 navires), flottille qui en fait allait transporter les soldats de la 22e division d'infanterie allemande. Les Britanniques se retirent de la ville durant la nuit, et se rendent le lendemain à l'exception d'une centaine d'hommes réussissant à atteindre la côte turque proche de quelques kilomètres. Les Allemands capturent ainsi 1 388 soldats britanniques et 3 145 Italiens. Le 3 octobre, les Allemands exécutent le gouverneur de l'île, le colonel Felice Legio, suivant un ordre d'Adolf Hitler d'abattre tous les officiers italiens capturés.

## Conséquences
La capture de Kos par les Allemands eut des conséquences désastreuses pour les opérations britanniques dans les îles du Dodécanèse. Privés de couverture aérienne, les Alliés furent dans le long terme incapable de tenir les autres îles, tandis que les Allemands, grâce à leur avantage, prennent Leros un mois plus tard et s'emparent de l'ensemble de l'archipel à la fin novembre.

### Source
- (en) Cet article est partiellement ou en totalité issu de l’article de Wikipédia en anglais intitulé « Battle of Kos » (voir la liste des auteurs).